# Gaoshan Lake
Der Gaoshan Lake (chinesisch 高山湖, Pinyin Gāoshān hú ‚Alpensee‘) ist ein kleiner See auf der Fildes-Halbinsel von King George Island im Archipel der Südlichen Shetlandinseln. Er liegt zwischen dem Clement Hill und dem Yanou Lake südlich der Große-Mauer-Station.
Chinesische Wissenschaftler benannten ihn. Das UK Antarctic Place-Names Committee übertrug diese Benennung 2007 in einer transkribierten Teilübersetzung ins Englische.